# Eupelops incompletus
Eupelops incompletus är en kvalsterart som beskrevs av Sandór Mahunka 1978. Eupelops incompletus ingår i släktet Eupelops och familjen Phenopelopidae. Inga underarter finns listade i Catalogue of Life.